# Federación de Asociaciones Indias Racionalistas
La Federación de Asociaciones Indias Racionalistas es un paraguas que abarca más de 75 asociaciones racionalistas, ateas, escépticas, laicistas y cientificistas en India
Como vértice de las organizaciones racionalistas, está comprometida con el desarrollo de carácter científico y el humanismo secular en la India.

## El comienzo
Hay un gran número de grupos activos racionalistas en varios estados y regiones de India y la federación surgió para coordinar actividades de estas asociaciones a nivel nacional a partir de la décima reunión en el estado de Kerala de la Kerala Yukthivadi Sangham, un encuentro masivo de activistas provenientes de varias partes del país, de forma que el 7 de febrero de 1997 nace en la localidad de Palakkad. Basava Premanand de la asociación Indian CSICOP, en Tamil Nadu fue el primer director de la federación.

## Afiliación
La federación está afiliada a la Unión internacional humanista y ética y apoya el humanismo de la Declaración de Ámsterdam de 2002.

## Organizaciones afiliadas
1. Akhil Bhartiya Anddashraddha Nirmoolan Samiti
2. Ananthapur Rationalist Association, Ananthapur, Andhra Pradesh
3. Arjak Sangh, Faizabad, Uttar Pradesh
4. Atheist Center, Vijayawada, Andhra Pradesh
5. AT Kovoor Memorial Trust, Kozhikode, Kerala
6. Baratia Bigyan O Yuktibadi Samity
7. Bihar Buddhiwadi Samaj, Patna, Bihar
8. Bombay-Gujarat Rationalist Association, Ankaleshwar, Gujarat
9. Dakshina Kannada Rationalist Association, Mangalore, Karnataka
10. Freethinkers Forum, Bangalore, Karnataka
11. Goa Science Forum
12. Hyderabad Rationalist Forum, Hyderabad, Andhra Pradesh
13. Indian Committee for the Scientific Investigation of Paranormal, Podannur, Tamil Nadu
14. Karnataka Federation of Rationalist Associations, Karnataka
15. Kerala Yukthivadi Sangham, Kerala
16. Mandya Science Forum, Mandya, Karnataka
17. Orissa Rationalist Association. Orissa
18. Rationalists' Forum, Tamil Nadu
19. Science for Society, Jharkhand
20. Science for Society, Bihar
21. Soshit Samaj, Jharkhand
22. Tarksheel society punjab Punjab
23. Vicharavadi Sangham, Bangalore, Karnataka

## Organizaciones similares
- Indian Humanist Association
- Indian Rationalist Association
- Indian Secular Society
- en:Radical Humanist association of India
- en:Science and Rationalists Association of India